# جاده ای۱۳۳
جاده ای۱۳۳ (به انگلیسی: A133 road) یکی از جاده‌های کشور انگلستان است.
این جاده از شهرک کولچستر شروع و در شهرک کلکتون-آن-سی در شهرستان اسکس به پایان می‌رسد، طول این جاده ۳۰٫۴ کیلومتر است.